# Dushmantha Chameera
Pathira Vasan Dushmantha Chameera (* 11. Januar 1992 in Ragama, Sri Lanka) ist ein sri-lankischer Cricketspieler, der seit 2015 für die sri-lankische Nationalmannschaft spielt.

## Aktive Karriere
Chameera gab sein First-Class-Debüt für Nondescripts Cricket Club in der Saison 2011/12. Im Jahr 2014 erhielt er dann Nominierungen für die sri-lankische A-Nationalmannschaft und reiste mit ihr unter anderem nach Irland. Sein Debüt in der Nationalmannschaft folgte im Januar 2015 in Neuseeland. Daraufhin wurde er nach der Verletzung von Dhammika Prasad für den Cricket World Cup 2015 nachnominiert und konnte dort gegen Schottland drei Wickets (3/51) erreichen. Sein Test-Debüt folgte im Juni 2015 gegen Pakistan, bei dem er drei Wickets (3/53) erzielte. Jedoch verletzte er sich in dem Spiel und musste für die weiteren Begegnungen der Tour aussetzen. Im November 2015 gab er sein Debüt im Twenty20-Cricket bei der Tour gegen die West Indies. Bei der Tour in Neuseeland konnte er im zweiten Test insgesamt neun Wickets (5/47 und 4/68) erreichen, was jedoch nicht zum Sieg reichte. Beim Asia Cup 2016 gelangen ihm gegen Bangladesch drei Wickets (3/30). Beim darauf folgenden ICC World Twenty20 2016 konnte blieb er Wicketlos. Im Sommer reiste er mit dem Team nach England und konnte dort im ersten Test 3 Wickets für 64 Runs erzielen. Jedoch zog er sich daraufhin eine Stressfraktur im Rücken zu und musste mehrere Monate pausieren. Auch in der Folge blieben Verletzungen ein Problem für ihn. Im April 2018 verhinderte eine Verletzung seine Teilnahme an der Indian Premier League 2018, für die er von den Rajasthan Royals für 50 lakhs INR (77.000 US-Dollar) verpflichtet wurde.
Im Oktober 2018 erreichte er bei der ODI-Serie gegen England drei Wickets (3/20). Im Januar 2019 verletzte er sich dann erneut am Knöchel, gefolgt durch ein Aufbrechen seiner Rückenverletzung im Mai. So dauerte es bis zum Jahr 2021, bis er wieder im Nationalteam spielen konnte. Im März reiste er mit dem Team in die West Indies und konnte dort im zweiten Test drei Wickets (3/69). Im Mai folgte eine Tour in Bangladesch, wo ihm im zweiten ODI drei (3/44) und im dritten fünf Wickets (5/16) gelangen. Für letzteres wurde er als Spieler des Spiels ausgezeichnet. Im Juni konnte er in der Folge in England in der ODI-Serie drei Wickets (3/50) und in der Twenty20-Serie vier Wickets (4/17) erreichen. Seine beste Leistung beim ICC Men’s T20 World Cup 2021 waren 2 Wickets für 27 Runs gegen Südafrika. Im August erlitt er eine Unterschenkelverletzung und verpasste den Asia Cup 2022. Beim ICC Men’s T20 World Cup 2022 gelangen ihm gegen die Vereinigten Arabischen Emirate 3 Wickets für 15 Runs. Jedoch musste er das Turnier mit einer weiteren Unterschenkelverletzung abbrechen. Im Juni 2023 erreichte er 4 Wickets für 63 Runs in der ODI-Serie gegen Afghanistan und wurde als Spieler des Spiels und der Serie ausgezeichnet. Doch mit einer weiteren Schulterverletzung verpasste er dann den Asia Cup 2023. So wurde er dann zunächst auch nicht für den Cricket World Cup 2023 nominiert, konnte jedoch, nachdem sich Lahiru Kumara verletzte, als Nachnominierung ins Team folgen.